# Separadi (Yardımli)
Separadi è un comune dell'Azerbaigian situato nel distretto di Yardımlı. Conta una popolazione di 750 abitanti.